# Championnat d'Andorre de football 1997-1998
Navigation
Saison précédente Saison suivante
La saison 1997-1998 de Divisió 1A est la troisième édition de la première division andorrane.
Lors de celle-ci, le CE Principat a conservé son titre de champion d'Andorre face au dix meilleurs clubs andorrans lors d'une série de matchs se déroulant sur toute l'année.
Les onze clubs participants au championnat ont été confrontés à deux reprises aux dix autres pour l'attribution du titre.
Le CE Principat a été sacré champion d'Andorre pour la deuxième fois.
Une seule place du championnat était qualificative pour les compétitions européennes.

## Qualifications en coupe d'Europe
À l'issue de la saison, le champion s'est qualifié pour le 1er tour de qualification de la Coupe UEFA 1998-1999.

## Les 11 clubs participants
| Club                      | Ville               |
| ------------------------- | ------------------- |
| FC Andorre Vétérans       | Andorre-la-Vieille  |
| Assegurances Doval (lt)   | Escaldes-Engordany  |
| CE Benito                 | Sant Julià de Lòria |
| FC Encamp                 | Encamp              |
| Sporting Club d'Engordany | Escaldes-Engordany  |
| Inter Club d'Escaldes     | Escaldes-Engordany  |
| Joiries Aurum (lt)        | Escaldes-Engordany  |
| Magatzems Lima            | La Massana          |
| CE Principat              | Andorre-la-Vieille  |
| FC Santa Coloma           | Andorre-la-Vieille  |
| UE Sant Julià             | Sant Julià de Lòria |

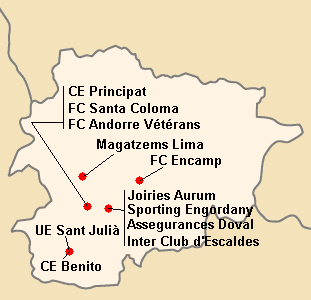
Localisation des clubs engagés dans le championnat.

En raison du peu de nombre de stades se trouvant sur le territoire d'Andorre, les matchs sont joués exclusivement à l'Estadi Nacional d'Aixovall d'une capacité de 1 500 places.

## Compétition

### Classement
Le classement est établi sur le barème de points classique (victoire à 3 points, match nul à 1, défaite à 0).
Pour départager les égalités, on tient d'abord compte de la différence de buts générale, puis du nombre de buts marqués, puis des confrontations directes et enfin si la qualification ou la relégation est en jeu, les deux équipes jouent une rencontre d'appui sur terrain neutre.
| Rang | Équipe                    | Pts | J  | G  | N | P  | Bp  | Bc | Diff |
| ---- | ------------------------- | --- | -- | -- | - | -- | --- | -- | ---- |
| 1    | CE Principat T C          | 62  | 20 | 20 | 2 | 0  | 110 | 10 | +100 |
| 2    | FC Santa Coloma           | 54  | 20 | 17 | 3 | 2  | 64  | 19 | +45  |
| 3    | FC Encamp                 | 43  | 20 | 13 | 4 | 5  | 62  | 30 | +32  |
| 4    | Inter Club d'Escaldes     | 41  | 20 | 12 | 5 | 5  | 46  | 22 | +24  |
| 5    | Sporting Club d'Engordany | 35  | 20 | 11 | 2 | 9  | 52  | 32 | +20  |
| 6    | Joiries Aurum (lt) P      | 35  | 20 | 10 | 5 | 7  | 50  | 42 | +8   |
| 7    | CE Benito P               | 31  | 20 | 9  | 4 | 9  | 33  | 29 | +4   |
| 8    | Magatzems Lima            | 26  | 20 | 7  | 5 | 10 | 29  | 44 | -15  |
| 9    | UE Sant Julià             | 16  | 20 | 5  | 1 | 16 | 23  | 83 | -60  |
| 10   | FC Andorre Vétérans       | 14  | 20 | 4  | 5 | 13 | 24  | 49 | -25  |
| 11   | Assegurances Doval (lt)   | 11  | 20 | 3  | 2 | 17 | 22  | 82 | -60  |

| Légende : Qualifications et relégations | Légende : Qualifications et relégations                                                           |
| --------------------------------------- | ------------------------------------------------------------------------------------------------- |
|                                         | Coupe UEFA 1998-1999 (1er Tour de qualification)                                                  |
|                                         | Relégation en Segona Divisió                                                                      |
|                                         | T : Tenant du titre 1996-1997 P : Promu en 1996-1997 C : Vainqueur de la Coupe de la Constitution |

### Matchs
| Résultats (▼dom., ►ext.)                                   | And | Ass  | Ben | Enc | Eng  | Int | Joi | Mag | Pri  | FCSC | UESJ |
| FC Andorre Vétérans                                        |     | 1-4  | 1-1 | 0-3 | 2-3  | 0-1 | 1-1 | 2-3 | 0-5  | 0-8  | 3-2  |
| Assegurances Doval (lt)                                    | 0-2 |      | 2-5 | 0-4 | 0-4  | 1-2 | 0-5 | 1-2 | 0-12 | 0-4  | 0-2  |
| CE Benito                                                  | 3-0 | 2-1  |     | 0-3 | 0-4  | 1-0 | 1-0 | 0-6 | 1-9  | 0-4  | 0-2  |
| FC Encamp                                                  | 8-1 | 6-2  | 6-0 |     | 3-3  | 1-0 | 2-2 | 1-0 | 0-2  | 2-5  | 2-0  |
| Sporting Club d'Engordany                                  | 1-1 | 5-1  | 0-5 | 2-4 |      | 1-3 | 1-0 | 2-1 | 1-7  | 1-5  | 2-4  |
| Inter Club d'Escaldes                                      | 4-0 | 2-1  | 1-0 | 2-2 | 5-1  |     | 1-2 | 0-0 | 1-7  | 1-5  | 3-0  |
| Joiries Aurum (lt)                                         | 3-1 | 3-2  | 3-1 | 1-6 | 2-4  | 0-2 |     | 3-0 | 1-2  | 0-8  | 2-0  |
| Magatzems Lima                                             | 0-2 | 2-10 | 1-1 | 1-1 | 1-1  | 0-1 | 2-0 |     | 0-5  | 0-1  | 1-0  |
| CE Principat                                               | 7-0 | 6-0  | 4-2 | 1-1 | 6-0  | 2-1 | 7-1 | 3-0 |      | 1-0  | 2-0  |
| FC Santa Coloma                                            | 7-0 | 11-0 | 2-1 | 2-1 | 12-0 | 3-0 | 3-0 | 3-0 | 0-0  |      | 6-2  |
| UE Sant Julià                                              | 6-3 | 4-2  | 3-6 | 3-1 | 1-1  | 1-4 | 1-1 | 2-4 | 0-1  | 2-10 |      |
| - Victoire à domicile - Match nul - Victoire à l'extérieur |     |      |     |     |      |     |     |     |      |      |      |

## Bilan de la saison
| Tableau d'Honneur        |              |
| Compétition              | Vainqueur    |
| Divisió 1A               | CE Principat |
| Coupe de la Constitution | CE Principat |

| Qualifications européennes 1998-1999 |              |
| Coupe UEFA                           | Qualifiés    |
| Tour de qualification                | CE Principat |

| Promotions et relégations  |                                |
| Relégués en Segona Divisió | FC Andorre Vétérans            |
| Promus de Segona Divisió   | FC Cerni Constelacio Esportiva |